# Distrito electoral de Lake Creek (Illinois)
Lake Creek (en inglés: Lake Creek Precinct) es un distrito electoral ubicado en el condado de Williamson en el estado estadounidense de Illinois. En el Censo de 2010 tenía una población de 4322 habitantes y una densidad poblacional de 45,51 personas por km².

## Geografía
Según la Oficina del Censo de los Estados Unidos, tiene una superficie total de 94.97 km², de la cual 93.66 km² corresponden a tierra firme y (1.38%) 1.31 km² es agua.

## Demografía
Según el censo de 2010, había 4322 personas residiendo en Lake Creek. La densidad de población era de 45,51 hab./km². De los 4322 habitantes, Lake Creek estaba compuesto por el 97.57% blancos, el 0.39% eran afroamericanos, el 0.32% eran amerindios, el 0.35% eran asiáticos, el 0% eran isleños del Pacífico, el 0.28% eran de otras razas y el 1.09% pertenecían a dos o más razas. Del total de la población el 1.18% eran hispanos o latinos de cualquier raza.